# Dreck und Seelenbrokat
Dreck und Seelenbrokat (Brokat ist ein schweres, festes und gemustertes textiles Gewebe, in das Gold- oder Silberfäden eingewoben sind) ist das Debütalbum von Pe Schorowsky, dem Schlagzeuger der Böhsen Onkelz. Es erschien am 31. August 2012 über das Label Sinfin-Rox und wird von Tonpool vertrieben.

## Produktion
Das Album wurde von Michael Mainx produziert. Bei den Aufnahmen erhielt Pe Schorowsky Unterstützung von den Musikern Tobias Exxel (Bass), Peter Zettl (Schlagzeug) und Chris Fuetarra (Gitarre).

## Covergestaltung
Das Albumcover zeigt eine schwarze, schlangenähnliche Kreatur auf grauem Hintergrund. Am oberen Bildrand steht der Schriftzug Pe Schorowsky in Schwarz und unten im Bild befindet sich der Titel Dreck und Seelenbrokat ebenfalls in Schwarz.

## Titelliste
| #  | Titel                     | Länge |
| -- | ------------------------- | ----- |
| 1  | Nur noch ’n Tag           | 3:39  |
| 2  | Farben deines Ichs        | 4:25  |
| 3  | Alte Welt                 | 3:55  |
| 4  | Nachschlag                | 2:59  |
| 5  | Schweinekarre             | 3:13  |
| 6  | Kein Blitz                | 2:54  |
| 7  | Splitter                  | 3:43  |
| 8  | Schrottplatz deiner Seele | 3:28  |
| 9  | Geist                     | 5:35  |
| 10 | Viel zu schön             | 2:59  |
| 11 | Opfer                     | 4:11  |
| 12 | Nordpol                   | 3:16  |

## Chartplatzierungen
Dreck und Seelenbrokat stieg am 14. September 2012 auf Platz 26 in die deutschen Charts ein, belegte in der folgenden Woche Rang 90 und verließ anschließend die Top 100.

## Rezeption
| Professionelle Bewertungen | Professionelle Bewertungen |
| -------------------------- | -------------------------- |
| Kritiken                   |                            |
| Quelle                     | Bewertung                  |
| Metal Hammer               | [ 4 ]                      |
| punkrocknews.de            | [ 5 ]                      |

- Der Metal Hammer bewertete das Album mit fünf von sieben möglichen Punkten und attestierte Pe Schorowsky gute Gesangsqualitäten:

„Pe Schorowsky steht nun erstmals in seiner Karriere am Mikro und macht dabei eine erstaunlich gute Figur. Seine Texte sind angenehm unagitatorisch, bieten einen augenzwinkernden, unverkrampften Blick auf die Welt und reflektieren damit wohl ziemlich genau Schorowskys relaxten Charakter. Musikalisch erinnert das Ganze an die wilden Anfangstage der Toten Hosen. […] Ein überraschend charmantes Punk-Statement aus der (nur bühnentechnisch) hinteren Reihe der Onkelz.“

- Das Portal punkrocknews.de bewertete das Album mit drei von fünf möglichen Punkten:

„Sowohl textlich als auch musikalisch - ganz der entspannten Art des Pe entsprechend - sind [die Songs] zumeist eher fröhlicher und unbekümmerter Natur. Gar nicht mal so weit weg vom W und den Onkelz, jedoch auch aufgrund der Stimme weitaus punkiger. Dass Pe jetzt nicht der geborene Sänger ist, sieht er ja selbst ganz ähnlich, jedoch macht er seinen Job insgesamt recht ordentlich, wenn er auch in den Strophen etwas ins Leiern kommt und zuweilen fast ins Sprechen abdriftet. Dafür punkten die Refrains umso mehr! […] Alles in allem bekommt man mit "Dreck und Seelenbrokat" sicher nicht den Knaller des Jahres 2012 geboten, jedoch ein kurzweiliges Stück Punkrock, das sich sicherlich, einmal an den Sound und die Stimme gewöhnt, einigen von euch da draußen gefallen dürfte.“